# Gupansar Cave
Gupansar Cave är en grotta i Indien.   Den ligger i distriktet Bastar och delstaten Chhattisgarh, i den centrala delen av landet, 1 200 km söder om huvudstaden New Delhi. Gupansar Cave ligger 576 meter över havet.
Terrängen runt Gupansar Cave är platt åt nordost, men åt sydväst är den kuperad. Runt Gupansar Cave är det ganska tätbefolkat, med 139 invånare per kvadratkilometer. I omgivningarna runt Gupansar Cave växer huvudsakligen savannskog.